# 2006-os Formula–1 bahreini nagydíj
A bahreini nagydíj volt a 2006-os Formula–1 világbajnokság első versenye, amelyet 2006. március 12-én rendeztek meg a Bahrain International Circuiten, Szahírban.

## Pénteki versenyzők
| Versenyző         | Csapat/Motor        |
| ----------------- | ------------------- |
| Alexander Wurz    | Williams-Cosworth   |
| Anthony Davidson  | Honda               |
| Robert Doornbos   | Red Bull-Ferrari    |
| Robert Kubica     | BMW Sauber-BMW      |
| Markus Winkelhock | MF1-Toyota          |
| Neel Jani         | Toro Rosso-Cosworth |
| nem volt          | Super Aguri-Honda   |

## Szabadedzések

### Első szabadedzés
Az első szabadedzésen, Bahreinben, a csapatok általában csak a harmadik számú pilótáikkal teszteltették a versenyautók beállításait, míg a versenyen részvevők csak néhány kör erejéig ismerkedtek a pályával.
| Helyezés | Név                  | Csapat/Motor        | Elért idő  | Különbség | Futott kör |
| -------- | -------------------- | ------------------- | ---------- | --------- | ---------- |
| 1        | Robert Kubica        | BMW Sauber          | 1:32.170   | –         | 20         |
| 2        | Alexander Wurz       | Williams-Cosworth   | 1:32.310   | + 0.140   | 18         |
| 3        | Kimi Räikkönen       | McLaren-Mercedes    | 1:33.388   | + 1.218   | 6          |
| 4        | Michael Schumacher   | Ferrari             | 1:33.469   | + 1.299   | 5          |
| 5        | Christian Klien      | Red Bull-Ferrari    | 1:34.800   | + 2.630   | 6          |
| 6        | Neel Jani            | Toro Rosso-Cosworth | 1:34.831   | + 2.661   | 15         |
| 7        | Juan Pablo Montoya   | McLaren-Mercedes    | 1:34.881   | + 2.717   | 6          |
| 8        | Felipe Massa         | Ferrari             | 1:34.925   | + 2.755   | 6          |
| 9        | David Coulthard      | Red Bull-Ferrari    | 1:35.017   | + 2.847   | 4          |
| 10       | Vitantonio Liuzzi    | Toro Rosso-Cosworth | 1:35.083   | + 2.913   | 8          |
| 11       | Robert Doornbos      | Red Bull-Ferrari    | 1:35.203   | + 3.033   | 15         |
| 12       | Scott Speed          | Toro Rosso-Cosworth | 1:35.371   | + 3.201   | 7          |
| 13       | Tiago Monteiro       | MF1-Toyota          | 1:36.542   | + 4.372   | 9          |
| 14       | Christijan Albers    | MF1-Toyota          | 1:36.930   | + 4.760   | 9          |
| 15       | Markus Winkelhock    | MF1-Toyota          | 1:37.918   | + 5.748   | 16         |
| 16       | Szató Takuma         | Super Aguri-Honda   | 1:38.190   | + 6.020   | 15         |
| 17       | Ide Judzsi           | Super Aguri-Honda   | 1:40.782   | + 8.612   | 15         |
| 18       | Anthony Davidson     | Honda               | idő nélkül |           | 2          |
| 19       | Fernando Alonso      | Renault             | idő nélkül |           | 2          |
| 20       | Giancarlo Fisichella | Renault             | idő nélkül |           | 2          |
| 21       | Ralf Schumacher      | Toyota              | idő nélkül |           | 2          |
| 22       | Jarno Trulli         | Toyota              | idő nélkül |           | 1          |
| 23       | Mark Webber          | Williams-Cosworth   | idő nélkül |           | 1          |
| 24       | Nico Rosberg         | Williams-Cosworth   | idő nélkül |           | 1          |
| 25       | Rubens Barrichello   | Honda               | idő nélkül |           |            |
| 26       | Jenson Button        | Honda               | idő nélkül |           |            |
| 27       | Nick Heidfeld        | BMW Sauber          | idő nélkül |           |            |
| 28       | Jacques Villeneuve   | BMW Sauber          | idő nélkül |           |            |

### Második szabadedzés
| Helyezés | Név                  | Csapat/Motor        | Elért idő | Különbség | Futott kör |
| -------- | -------------------- | ------------------- | --------- | --------- | ---------- |
| 1        | Anthony Davidson     | Honda               | 1:31.353  | –         | 28         |
| 2        | Michael Schumacher   | Ferrari             | 1:31.751  | + 0.398   | 15         |
| 3        | Alexander Wurz       | Williams-Cosworth   | 1:31.764  | + 0.411   | 27         |
| 4        | Felipe Massa         | Ferrari             | 1:32.175  | + 0.822   | 13         |
| 5        | Fernando Alonso      | Renault             | 1:32.538  | + 1.185   | 13         |
| 6        | Vitantonio Liuzzi    | Toro Rosso-Cosworth | 1:32.703  | + 1.350   | 24         |
| 7        | Robert Doornbos      | Red Bull-Ferrari    | 1:32.926  | + 1.573   | 24         |
| 8        | Giancarlo Fisichella | Renault             | 1:33.215  | + 1.862   | 14         |
| 9        | Jenson Button        | Honda               | 1:33.226  | + 1.873   | 12         |
| 10       | Robert Kubica        | BMW Sauber          | 1:33.244  | + 1.891   | 26         |
| 11       | Christian Klien      | Red Bull-Ferrari    | 1:33.557  | + 2.204   | 8          |
| 12       | Kimi Räikkönen       | McLaren-Mercedes    | 1:33.577  | + 2.224   | 11         |
| 13       | Juan Pablo Montoya   | McLaren-Mercedes    | 1:33.726  | + 2.373   | 15         |
| 14       | Nick Heidfeld        | BMW Sauber          | 1:33.848  | + 2.495   | 9          |
| 15       | Neel Jani            | Toro Rosso-Cosworth | 1:33.900  | + 2.547   | 24         |
| 16       | Scott Speed          | Toro Rosso-Cosworth | 1:34.284  | + 2.931   | 22         |
| 17       | Mark Webber          | Williams-Cosworth   | 1:34.333  | + 2.980   | 5          |
| 18       | Rubens Barrichello   | Honda               | 1:34.384  | + 3.031   | 9          |
| 19       | David Coulthard      | Red Bull-Ferrari    | 1:34.432  | + 3.079   | 7          |
| 20       | Tiago Monteiro       | MF1-Toyota          | 1:34.459  | + 3.106   | 14         |
| 21       | Nico Rosberg         | Williams-Cosworth   | 1:34.953  | + 3.600   | 5          |
| 22       | Jarno Trulli         | Toyota              | 1:35.170  | + 3.817   | 18         |
| 23       | Markus Winkelhock    | Toyota              | 1:35.686  | + 4.333   | 24         |
| 24       | Ralf Schumacher      | Toyota              | 1:35.898  | + 4.545   | 11         |
| 25       | Jacques Villeneuve   | BMW Sauber          | 1:38.264  | + 4.911   | 8          |
| 26       | Christijan Albers    | MF1-Toyota          | 1:36.314  | + 4.961   | 16         |
| 27       | Szató Takuma         | Super Aguri-Honda   | 1:37.588  | + 6.235   | 19         |
| 28       | Ide Judzsi           | Super Aguri-Honda   | 1:39.021  | + 7.668   | 21         |

### Harmadik szabadedzés
| Helyezés | Név                  | Csapat/Motor        | Elért idő | Különbség | Futott kör |
| -------- | -------------------- | ------------------- | --------- | --------- | ---------- |
| 1        | Jenson Button        | Honda               | 1:31.857  | –         | 16         |
| 2        | Michael Schumacher   | Ferrari             | 1:31.868  | + 0.011   | 8          |
| 3        | Fernando Alonso      | Renault             | 1:31.975  | + 0.118   | 11         |
| 4        | Giancarlo Fisichella | Renault             | 1:32.050  | + 0.193   | 12         |
| 5        | Felipe Massa         | Ferrari             | 1:32.826  | + 0.969   | 6          |
| 6        | Jacques Villeneuve   | BMW Sauber          | 1:32.913  | + 1.056   | 14         |
| 7        | Jarno Trulli         | Toyota              | 1:33.038  | + 1.181   | 16         |
| 8        | Kimi Räikkönen       | McLaren-Mercedes    | 1:33.262  | + 1.405   | 12         |
| 9        | Ralf Schumacher      | Toyota              | 1:33.523  | + 1.666   | 14         |
| 10       | Mark Webber          | Williams-Cosworth   | 1:33.876  | + 2.019   | 11         |
| 11       | Christian Klien      | Red Bull-Ferrari    | 1:33.944  | + 2.087   | 14         |
| 12       | Rubens Barrichello   | Honda               | 1:34.009  | + 2.152   | 15         |
| 13       | Nick Heidfeld        | BMW Sauber          | 1:34.094  | + 2.237   | 11         |
| 14       | David Coulthard      | Red Bull-Ferrari    | 1:34.142  | + 2.285   | 16         |
| 15       | Juan Pablo Montoya   | McLaren-Mercedes    | 1:34.406  | + 2.549   | 11         |
| 16       | Nico Rosberg         | Williams-Cosworth   | 1:34.434  | + 2.577   | 11         |
| 17       | Christijan Albers    | MF1-Toyota          | 1:34.541  | + 2.684   | 14         |
| 18       | Tiago Monteiro       | MF1-Toyota          | 1:35.026  | + 3.169   | 14         |
| 19       | Vitantonio Liuzzi    | Toro Rosso-Cosworth | 1:35.351  | + 3.494   | 13         |
| 20       | Scott Speed          | Toro Rosso-Cosworth | 1:35.532  | + 3.675   | 13         |
| 21       | Szató Takuma         | Super Aguri-Honda   | 1:36.994  | + 5.137   | 15         |
| 22       | Ide Judzsi           | Super Aguri-Honda   | 1:41.889  | + 10.032  | 10         |

## Időmérő edzés
Ezen az időmérő edzésen mutatkozott be az új, háromrészes kvalifikációs rendszer, ahol mindegyik részben a legrosszabb 6 időt elért versenyzőt kizárják a további körözésből.
Az első részben kiesett Kimi Räikkönen (eltörött a hátsó kerék felfüggesztése) és Ralf Schumacher, aki nem tudott gyorskört autózni a baleset után bedugult pályán.

### Eredmény
| Helyezés | Versenyző            | Csapat/Motor        | 1. rész    | 2. rész  | 3. rész  |
| -------- | -------------------- | ------------------- | ---------- | -------- | -------- |
| 1        | Michael Schumacher   | Ferrari             | 1:33.310   | 1:32.025 | 1:31.431 |
| 2        | Felipe Massa         | Ferrari             | 1:33.579   | 1:32.014 | 1:31.478 |
| 3        | Jenson Button        | Honda               | 1:32.603   | 1:32.025 | 1:31.549 |
| 4        | Fernando Alonso      | Renault             | 1:32.433   | 1:31.215 | 1:31.702 |
| 5        | Juan Pablo Montoya   | McLaren-Mercedes    | 1:33.233   | 1:31.487 | 1:32.164 |
| 6        | Rubens Barrichello   | Honda               | 1:33.922   | 1:32.322 | 1:32.579 |
| 7        | Mark Webber          | Williams-Cosworth   | 1:33.454   | 1:32.309 | 1:33.006 |
| 8        | Christian Klien      | Red Bull-Ferrari    | 1:34.308   | 1:32.106 | 1:33.112 |
| 9        | Giancarlo Fisichella | Renault             | 1:32.934   | 1:31.831 | 1:33.496 |
| 10       | Nick Heidfeld        | BMW Sauber          | 1:33.374   | 1:31.958 | 1:33.926 |
| 11       | Jacques Villeneuve   | BMW Sauber          | 1:33.882   | 1:32.456 |          |
| 12       | Nico Rosberg         | Williams-Cosworth   | 1:32.945   | 1:32.620 |          |
| 13       | David Coulthard      | Red Bull-Ferrari    | 1:33.678   | 1:32.850 |          |
| 14       | Jarno Trulli         | Toyota              | 1:33.987   | 1:33.066 |          |
| 15       | Vitantonio Liuzzi    | Toro Rosso-Cosworth | 1:34.439   | 1:33.416 |          |
| 16       | Scott Speed          | Toro Rosso-Cosworth | 1:33.995   | 1:34.606 |          |
| 17       | Ralf Schumacher      | Toyota              | 1:34.702   |          |          |
| 18       | Christijan Albers    | MF1-Toyota          | 1:35.724   |          |          |
| 19       | Tiago Monteiro       | MF1-Toyota          | 1:35.900   |          |          |
| 20       | Szató Takuma         | Super Aguri-Honda   | 1:37.411   |          |          |
| 21       | Ide Judzsi           | Super Aguri-Honda   | 1:40.270   |          |          |
| 22       | Kimi Räikkönen       | McLaren-Mercedes    | idő nélkül |          |          |

## Futam

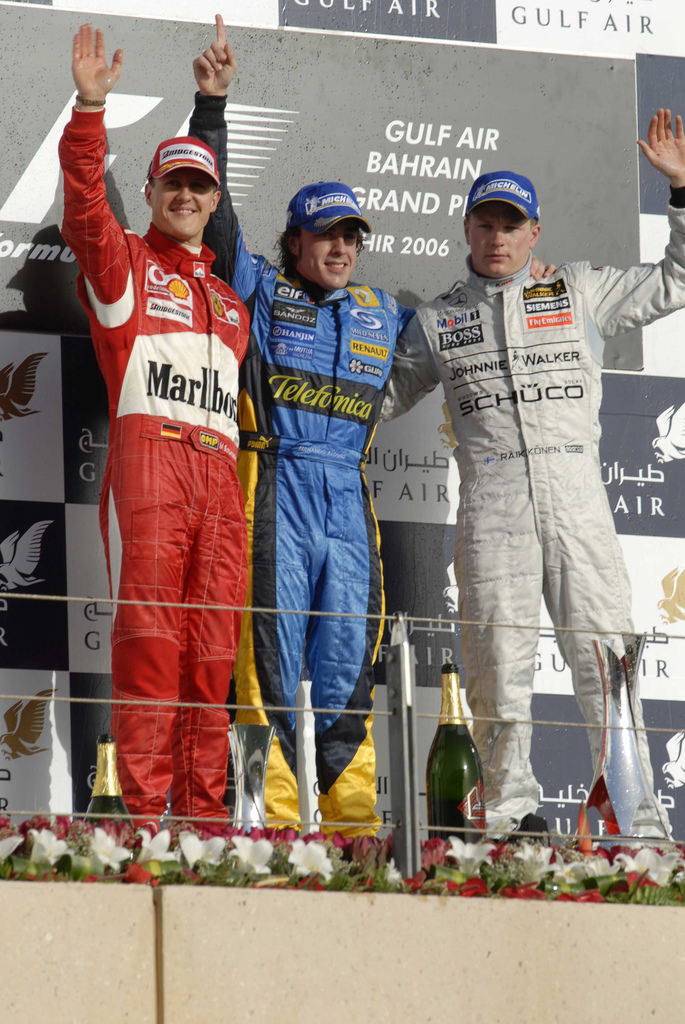
A verseny dobogója

A rajt után Michael Schumachernek sikerült megőriznie vezető helyét, azonban csapattársa, Massa csak az első néhány kanyarig tudta tartani Alonsót, aki végül megelőzte. Az első kör végén Michael Schumacher, Alonso, Massa, Montoya, Barrichello, Button, Fisichella és Webber volt az első nyolc helyezett sorrendje. A második körben Nico Rosberg és Christijan Albers a bokszutcába hajtott, ahol a német versenyző autóján első szárnyat cseréltek, míg Albers feladta a versenyt. Ide a harmadik körben bokszutca-áthajtásos büntetést kapott, mert a felvezető kör előtt a szerelői nem hagyták el a pályát a meghatározott időig. Az ötödik körben Fisichella autója a hidraulika meghibásodása miatt lelassult, így Webber felzárkózott rá. A hetedik körben Massa elfékezte magát, aminek következtében átszáguldott az első kanyaron, és Alonsót éppen elkerülve, a pálya szélére sodródott. A versenybe vissza tudott térni, majd a kör végén a bokszutcába hajtott kerékcserére. A Ferrari boxában a sűrített levegővel működő csavarkulcs meghibásodása miatt a brazil több mint 45 másodpercet volt kénytelen várakozni, míg a szerelők le tudták cserélni a jobb hátsó kerekét. A tizedik körben, a célegyenes végén Button megelőzte Montoyát, és a két versenyző egy ideig egymás mellett haladt. Button mindezek mellett meg tudta tartani a szerzett pozícióját. A tizenötödik körben Michael Schumacher a bokszutcába hajtott tankolni, így Alonso átvette a vezetést. Alonso csak a tizenkilencedik körben ment ki kerékcserére és tankolásra, ahol állítottak az első vezetőszárnyán is. A pályára való visszatéréskor Michael Schumacher mögé került vissza. A huszonegyedik körben Fisichella autója még jobban lelassult, ezért a bokszutcába hajtott, ahol feladta a versenyt. A huszonötödik körben Alonso Michael Schumacher mögé ért, és elkezdte támadni. A Renault-val versenyző pilóta szemmel láthatóan gyorsabb volt a Ferrarinál, de egyelőre nem tudta megelőzni. Räikkönen a harmincadik körben kiállt tankolni és kereket cserélni, és a verseny hátralevő távjára tizenegy másodperc alatt elegendő mennyiségű üzemanyagot kapott. Visszatérése után a hatodik helyen folytatta a futamot. Villeneuve motorja kigyulladt, ezért fel kellett adnia a versenyt. Schumacher a harminchatodik körben ment ki másodszori tankolásra, míg egyetlen komolyabb ellenfele, Alonso a harminchetedikben. A spanyol visszatérése után be tudott férni Schumacher elé, és belső íven, rövid csata után megőrizte helyét. A negyvenkettedik körben, 1:32.406 mp-es idővel Rosberg beállította a verseny leggyorsabb körét. A negyvennyolcadik körben Rosberg megelőzte Coulthardot, és hosszabb csata után meg tudta tartani a helyet. Az ötvenkettedik körben Michael Schumacher megpróbálta megelőzni Alonsót, de a spanyol könnyen visszaverte, és a verseny végéig maga mögött tartotta a mezőnyt.
| Helyezés | Rajtszám | Versenyző            | Csapat/Motor        | Futott kör | Idő/Kiesés oka | Rajthely | Pont |
| -------- | -------- | -------------------- | ------------------- | ---------- | -------------- | -------- | ---- |
| 1        | 1        | Fernando Alonso      | Renault             | 57         | 1h29:46.205    | 4        | 10   |
| 2        | 5        | Michael Schumacher   | Ferrari             | 57         | + 1.246        | 1        | 8    |
| 3        | 3        | Kimi Räikkönen       | McLaren-Mercedes    | 57         | + 19.360       | 22       | 6    |
| 4        | 12       | Jenson Button        | Honda               | 57         | + 19.992       | 3        | 5    |
| 5        | 4        | Juan Pablo Montoya   | McLaren-Mercedes    | 57         | + 37.048       | 5        | 4    |
| 6        | 9        | Mark Webber          | Williams-Cosworth   | 57         | + 41.932       | 7        | 3    |
| 7        | 10       | Nico Rosberg         | Williams-Cosworth   | 57         | + 1:03.043     | 12       | 2    |
| 8        | 15       | Christian Klien      | Red Bull-Ferrari    | 57         | + 1:06.771     | 8        | 1    |
| 9        | 6        | Felipe Massa         | Ferrari             | 57         | + 1:09.907     | 2        |      |
| 10       | 14       | David Coulthard      | Red Bull-Ferrari    | 57         | + 1:15.541     | 13       |      |
| 11       | 20       | Vitantonio Liuzzi    | Toro Rosso-Cosworth | 57         | + 1:25.997     | 15       |      |
| 12       | 16       | Nick Heidfeld        | BMW Sauber          | 56         | + 1 kör        | 10       |      |
| 13       | 21       | Scott Speed          | Toro Rosso-Cosworth | 56         | + 1 kör        | 16       |      |
| 14       | 7        | Ralf Schumacher      | Toyota              | 56         | + 1 kör        | 17       |      |
| 15       | 11       | Rubens Barrichello   | Honda               | 56         | + 1 kör        | 6        |      |
| 16       | 8        | Jarno Trulli         | Toyota              | 56         | + 1 kör        | 14       |      |
| 17       | 18       | Tiago Monteiro       | MF1-Toyota          | 55         | + 2 kör        | 19       |      |
| 18       | 22       | Szató Takuma         | Super Aguri-Honda   | 53         | + 4 kör        | 20       |      |
| Ki       | 23       | Ide Judzsi           | Super Aguri-Honda   | 35         | Mechanika      | 21       |      |
| Ki       | 17       | Jacques Villeneuve   | BMW Sauber          | 29         | Motorhiba      | 11       |      |
| Ki       | 2        | Giancarlo Fisichella | Renault             | 21         | Hidraulika     | 9        |      |
| Ki       | 19       | Christijan Albers    | MF1-Toyota          | 0          | Kardántengely  | 18       |      |

## A világbajnokság élmezőnyének állása a verseny után
| H | Versenyzők         | Pont | H | Konstruktőrök     | Pont |
| - | ------------------ | ---- | - | ----------------- | ---- |
| 1 | Fernando Alonso    | 10   | 1 | Renault           | 10   |
| 2 | Michael Schumacher | 8    | 2 | McLaren-Mercedes  | 10   |
| 3 | Kimi Räikkönen     | 6    | 3 | Ferrari           | 8    |
| 4 | Jenson Button      | 5    | 4 | Williams-Cosworth | 5    |
| 5 | Juan Pablo Montoya | 4    | 5 | Honda             | 5    |

## Statisztikák
A versenyben vezetett:
- Michael Schumacher 27 kör (1–15. és 24–35.),
- Fernando Alonso 25 kör (16–19., 36–39. és 41–57.),
- Juan Pablo Montoya 4 kör (20–23.)
- Jenson Button 1 kör (40.).

Fernando Alonso 9. győzelme, Michael Schumacher 65. pole-pozíciója, Nico Rosberg 1. leggyorsabb köre.
- Renault 26. győzelme.
- A futam leggyorsabb körét Nico Rosberg futotta 1:32.406 mp-es idővel.
- Rosberg lett a legfiatalabb versenyző, aki leggyorsabb kört teljesített, megdöntve ezzel Fernando Alonso korábbi csúcsát.
- David Coultharddal való csatározása miatt Nick Heidfeld a verseny után hivatalos elmarasztalást kapott a versenyigazgatóságtól. Heidfeld olyan veszélyhelyzetbe hozta Coulthardot, amit utóbbi csak a pálya elhagyásával tudott elkerülni.
- David Coulthard autójának motorja elromlott levezető körben, így 10 rajthelyes büntetést kapott a 2006-os maláj nagydíjon, az időmérőn elért helyezéséhez képest.
- Michael Schumacher 65-ik pol pozíciójával beállította Ayrton Senna 1994-es rekordját.
- Nico Rosberg és Scott Speed első versenye.